# Георг Госемброт
Георг Госемброт (на немски: Georg Gossembrot; * ок. 1445; † 1502 във Фюсен) е финансов съветник на римско-немския крал Максимилиан I.
Госемброт произхожда от богата и образована търговска фамилия от Аугсбург. Той и брат му Улрих следват 1455 г. във Ферара. Брат му започва духовническа кариера, а Георг започва доходна финансова и търговска кариера. Той се жени за Радегундис Егенберг.
Георг напуска 1473 г. Аугсбург и ок. 1477 г. става неплатен съветник и управител на замък Еренберг в Тирол на служба при херцог Сигизмунд Австрийски фон Хабсбург. Той дава често на заем пари на херцог Сигизмунд и той му дава ок. 1483 г. като залог замъка Еренберг за 15 000 гулдена и 1488 г. му разрешава да транспортира по-удобно стока за Аугсбург. След напускането на херцога през 1490 г. Госемброт става финасов съветник на краля и по-късен император Максимилиан I. Той го финансира и става така негов верен близък. Двамата обичат също лова и риболова. През 1499 г. Госемброт дава на заем на краля 7 000 гулдена за „Швейцарската война“ и получава за това заложнически права над замъка и господството Хоенфрайберг. Собствеността на едно господство често е условие да се стане благородник.
Георг умира през 1502 г. във Фюсен – вероятно е отровен от враговете му с кървавица. Кралят присъства на погребението му в Аугсбург. Госемброт е погребан в подарената от него капела в манастира „Св. Манг“ във Фюсен. Гробният му камък от червен мармор може да се види в криптата. Гробният камък за съпругата му се намира в манастира „Букшайм“.

## Фамилия
Георг Госемброт се жени за Радегундис Егенбергер. Те имат една дъщеря:
- Сибила Госенброт (1479 – 1521), омъжена за Лудвиг фон Фрайберг (1468 – 1545)

## Галерия
- Георг Госемброт
- Дъщеря му Сибила Госенброт и Лудвиг фон Фрайберг, ок. 1521
- Замък Еренберг
- Замък Хоенфрайберг